# Timothy Johnson
Timothy Johnson (Lamberto, Minnesota; 13 de marzo de 1985) es un artista marcial mixto estadounidense que actualmente compite en la categoría de peso pesado de Bellator MMA. Siendo un competidor profesional desde 2019, también compitió en UFC. Desde el 4 de abril de 2023, está en la posición #7 del ranking de peso pesado de Bellator.

## Carrera en artes marciales mixtas

### Ultimate Fighting Championship
Johnson hizo su debut contra Shamil Abdurakhimov el 4 de abril de 2015 en UFC Fight Night 63. Ganó el combate a través de nocaut técnico en los segundos finales del primer asalto.
Johnson se enfrentó a Jared Rosholt el 8 de agosto de 2015 en UFC Fight Night 73. Perdió la pelea por decisión unánime.
Johnson se enfrentó al debutante en UFC Marcin Tybura el 10 de abril de 2016 en UFC Fight Night 86. Ganó la pelea por decisión unánime.
Johnson se enfrentó a Aleksandr Vólkov el 19 de noviembre de 2016 en UFC Fight Night: Mousasi vs. Hall 2. Perdió la pelea por decisión dividida.

### Bellator MMA
El 13 de abril de 2018, se reveló que Johnson había firmado un contrato de múltiples peleas con Bellator MMA.
Johnson hizo su debut contra Cheick Kongo el 13 de octubre de 2018, en Bellator 208. Perdió la pelea por nocaut en el primer asalto.
Johnson estaba programado para enfrentar a Azunna Anyanwu el 24 de agosto de 2019, en Bellator 225. Sin embargo, el día de la pelea, se anunció que Johnson reemplazaría a Javy Ayala y enfrentaría al ex-campeón de peso pesado de Bellator Vitaly Minakov en la coestelar. Perdió la pelea por nocaut en el primer asalto.
Johnson enfrentó a Trell Fortune el 21 de febrero de 2020, en Bellator 239. Ganó la pelea por KO en el primer asalto.
Johnson enfrentó a Matt Mitrione el 7 de agosto de 2020, en Bellator 243. Ganó la pelea por TKO en el primer asalto.
El 10 de octubre de 2020, Johnson tuvo una revancha con Cheick Kongo en Bellator 248 en París, Francia. Vengó su derrota por decisión dividida.
Con el campeón de peso pesado Ryan Bader participando en el Grand Prix de Peso Semipesado de Bellator, Johnson enfrentó a Valentin Moldavsky por el Campeonato de Peso Pesado de Bellator el 25 de junio de 2021, en Bellator 261 Perdió la pelea por decisión unánime.
Johnson enfrentó a Fedor Emelianenko el 23 de octubre de 2021, en Bellator 269. Perdió la pelea por KO en el primer asalto.
Johnson estaba programado para enfrentar a Tyrell Fortune el 15 de abril de 2022, en Bellator 277. Sin embargo, el 1 de marzo de 2022, se anunció que Johnson fue programado para enfrentar a Linton Vassell y Fortune fue programado para enfrentar a Steve Mowry en el evento. A pesar de lastimar a Vassell al principio del asalt, Johnson perdió la pelea por TKO al final de primer asalto.
Johnson enfrentó a Said Sowma el 21 de abril de 2023, en Bellator 294. Ganó la pelea por decisión unánime.

## Récord en artes marciales mixtas
| Récord profesional | Récord profesional | Récord profesional |
| 25 peleas          | 16 victorias       | 9 derrota          |
| ------------------ | ------------------ | ------------------ |
| Nocaut             | 7                  | 5                  |
| Sumisión           | 5                  | 1                  |
| Decisión           | 4                  | 3                  |

| Resultado | Récord | Oponente            | Método                        | Evento                                   | Fecha                   | Ronda | Tiempo | Localización               | Notas                                                  |
| --------- | ------ | ------------------- | ----------------------------- | ---------------------------------------- | ----------------------- | ----- | ------ | -------------------------- | ------------------------------------------------------ |
| Victoria  | 16–9   | Said Sowma          | Decisión (unánime)            | Bellator 294                             | 21 de abril de 2023     | 3     | 5:00   | Honolulu, Hawái            |                                                        |
| Derrota   | 15–9   | Linton Vasell       | TKO (golpes)                  | Bellator 277                             | 15 de abril de 2022     | 1     | 4:21   | San José, California       |                                                        |
| Derrota   | 15–8   | Fedor Emelianenko   | KO (golpes)                   | Bellator 269                             | 23 de octubre de 2021   | 1     | 1:46   | Moscú                      |                                                        |
| Derrota   | 15–7   | Valentin Moldavsky  | Decisión (unánime)            | Bellator 261                             | 25 de junio de 2021     | 5     | 5:00   | Uncasville, Connecticut    | Por el Campeonato Interino de Peso Pesado de Bellator. |
| Victoria  | 15–6   | Cheick Kongo        | Decisión (dividida)           | Bellator Paris                           | 10 de octubre de 2020   | 3     | 5:00   | París                      |                                                        |
| Victoria  | 14–6   | Matt Mitrione       | TKO (golpes)                  | Bellator 243                             | 7 de agosto de 2020     | 1     | 3:14   | Uncasville, Connecticut    |                                                        |
| Victoria  | 13–6   | Tyrell Fortune      | KO (golpe)                    | Bellator 239                             | 21 de febrero de 2020   | 1     | 2:35   | Thackerville, Oklahoma     |                                                        |
| Derrota   | 12–6   | Vitaly Minakov      | KO (golpes)                   | Bellator 225                             | 24 de agosto de 2019    | 1     | 1:45   | Bridgeport, Connecticut    |                                                        |
| Derrota   | 12–5   | Cheick Kongo        | KO (golpes)                   | Bellator 208                             | 13 de octubre de 2018   | 1     | 1:08   | Uniondale, Nueva York      |                                                        |
| Victoria  | 12–4   | Marcelo Golm        | Decisión (unánime)            | UFC Fight Night: Machida vs. Anders      | 3 de febrero de 2018    | 3     | 5:00   | Belém                      |                                                        |
| Derrota   | 11–4   | Júnior Albini       | TKO (golpes)                  | UFC on Fox: Weidman vs. Gastelum         | 22 de julio de 2017     | 1     | 2:51   | Uniondale, New York        |                                                        |
| Victoria  | 11–3   | Daniel Omielańczuk  | Decisión (dividida)           | UFC Fight Night: Manuwa vs. Anderson     | 18 de marzo de 2017     | 3     | 5:00   | Londres, Inglaterra        |                                                        |
| Derrota   | 10–3   | Alexander Volkov    | Decisión (dividida)           | UFC Fight Night: Mousasi vs. Hall 2      | 19 de noviembre de 2016 | 3     | 5:00   | Belfast, Irlanda del Norte |                                                        |
| Victoria  | 10–2   | Marcin Tybura       | Decisión (unánime)            | UFC Fight Night: Rothwell vs. dos Santos | 10 de abril de 2016     | 3     | 5:00   | Zagreb, Croacia            |                                                        |
| Derrota   | 9–2    | Jared Rosholt       | Decisión (unánime)            | UFC Fight Night: Teixeira vs. St. Preux  | 8 de agosto de 2015     | 3     | 5:00   | Nashville, Tennessee       |                                                        |
| Victoria  | 9–1    | Shamil Abdurakhimov | TKO (golpes)                  | UFC Fight Night: Mendes vs. Lamas        | 4 de abril de 2015      | 1     | 4:57   | Fairfax, Virginia          | Actuación de la Noche.                                 |
| Victoria  | 8–1    | Travis Wiuff        | TKO (golpes)                  | Dakota FC 19                             | 25 de octubre de 2014   | 1     | 3:36   | Fargo, North Dakota        | Defendió el campeonato de peso pesado de Dakota FC.    |
| Victoria  | 7–1    | Kevin Asplund       | Sumisión (front choke)        | Beatdown at 4 Bears 11                   | 7 de junio de 2014      | 1     | 2:41   | New Town, North Dakota     | Defendió el campeonato de peso pesado de Dakota FC.    |
| Victoria  | 6–1    | Brett Murphy        | TKO (golpes)                  | Dakota FC 18                             | 26 de abril de 2014     | 2     | 1:17   | Fargo, North Dakota        | Defendió el campeonato de peso pesado de Dakota FC.    |
| Victoria  | 5–1    | Brian Heden         | TKO (golpes)                  | Dakota FC 17                             | 11 de enero de 2014     | 2     | 2:56   | Fargo, North Dakota        | Ganó el campeonato de peso pesado de Dakota FC.        |
| Victoria  | 4–1    | Scott Hough         | Sumisión (arm triangle choke) | Max Fights 18                            | 26 de octubre de 2013   | 1     | 4:56   | Fargo, North Dakota        |                                                        |
| Victoria  | 3–1    | Dean Lamb           | Sumisión (golpes)             | Max Fights 17                            | 23 de marzo de 2013     | 1     | 0:34   | Fargo, North Dakota        |                                                        |
| Victoria  | 2–1    | Shane DeZee         | Sumisión (keylock)            | Max Fights 16                            | 17 de noviembre de 2012 | 1     | 0:49   | Fargo, North Dakota        |                                                        |
| Derrota   | 1–1    | Lance Peterson      | Sumisión (kimura)             | Max Fights 13                            | 19 de marzo de 2011     | 2     | 2:52   | Fargo, North Dakota        |                                                        |
| Victoria  | 1–0    | Travis Wiley        | Sumisión (rear naked choke)   | Max Fights 11                            | 30 de octubre de 2010   | 1     | 2:23   | Fargo, North Dakota        |                                                        |